# Драча
Драча (рум. Dracea) — село у повіті Телеорман в Румунії. Входить до складу комуни Драча.
Село розташоване на відстані 106 км на південний захід від Бухареста, 26 км на південний захід від Александрії, 112 км на південний схід від Крайови.

## Населення
За даними перепису населення 2002 року у селі проживали 1466 осіб.
Національний склад населення села:
| Національність | Кількість осіб | Відсоток |
| -------------- | -------------- | -------- |
| румуни         | 1180           | 80,5%    |
| цигани         | 286            | 19,5%    |

Рідною мовою назвали:
| Мова      | Кількість осіб | Відсоток |
| --------- | -------------- | -------- |
| румунська | 1250           | 85,3%    |
| циганська | 216            | 14,7%    |